# سیارک ۴۵۴۵
سیارک ۴۵۴۵ (به انگلیسی: 4545 Primolevi، نامگذاری:1989SB11) ‏۴۵۴۵مین سیارک کشف شده‌است که در ۲۸ سپتامبر ۱۹۸۹ کشف شد.
قدر مطلق سیارک برابر ۲۵.۷ است.